# Монюшко, Станислав
Стани́слав Моню́шко  (бел. Станіслаў Манюшка, пол. Stanisław Moniuszko; 5 (17) мая 1819, д. Убель под Минском — 4 июня 1872, Варшава) — польский композитор; автор песен, оперетт, балетов, опер; творец польской национальной оперы, классик вокальной лирики.

## Биография
Родился в фольварке Убель Игуменского уезда Минской губернии (ныне Червенский район Беларуси), в котором обосновался после русской кампании Наполеона его отец — Чеслав Монюшко, капитан полка литовских конных стрелков, который завершил свою военную карьеру адъютантом при штабе маршала Мюрата. Мать — Елизавета Маджарская, армянка по национальности, правнучка Яна Маджарского (Ованес Маджаренц), создавшего производство слуцких поясов.

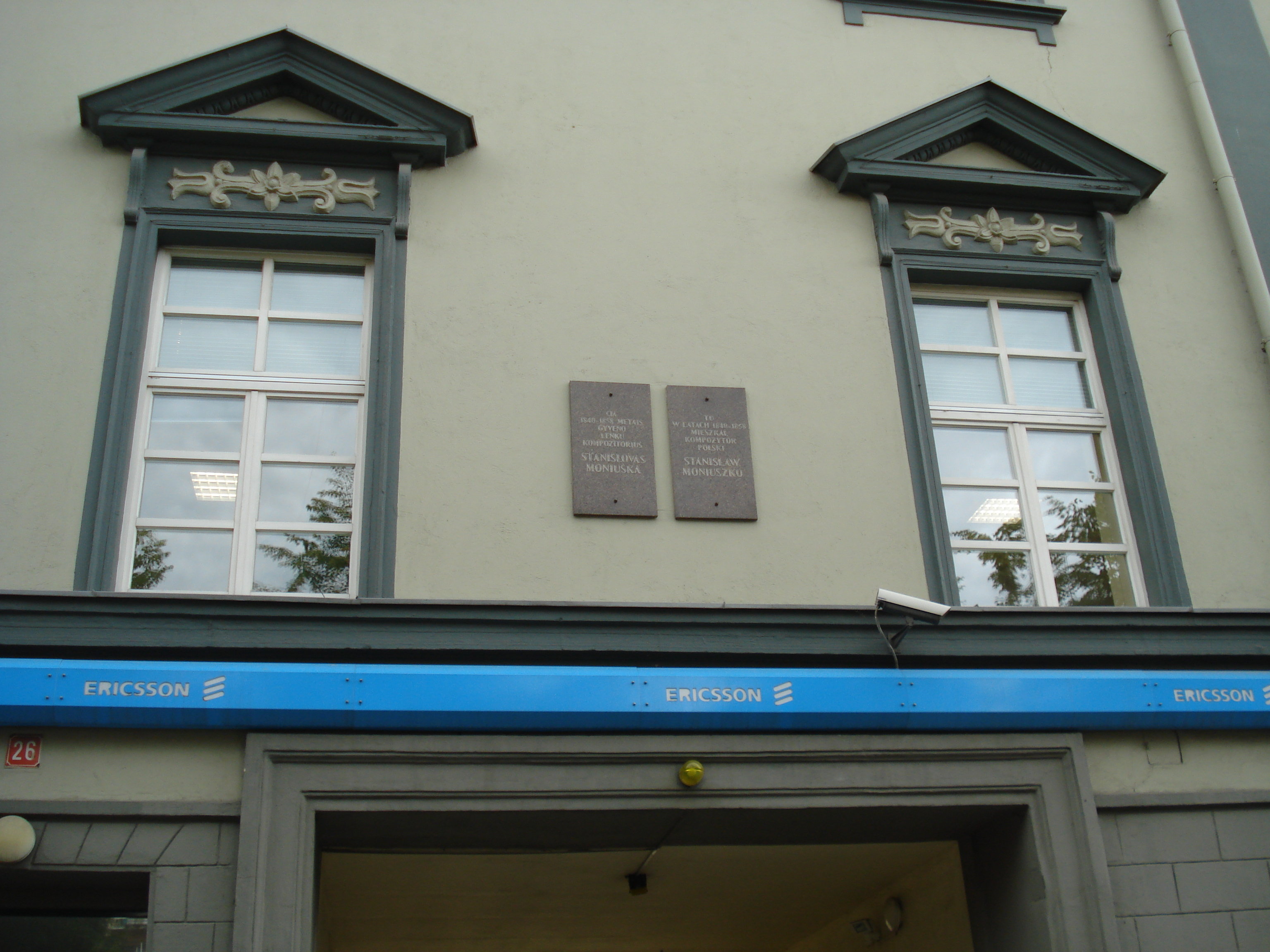
Дом Мюллера, в котором жил Монюшко (1840—1858)

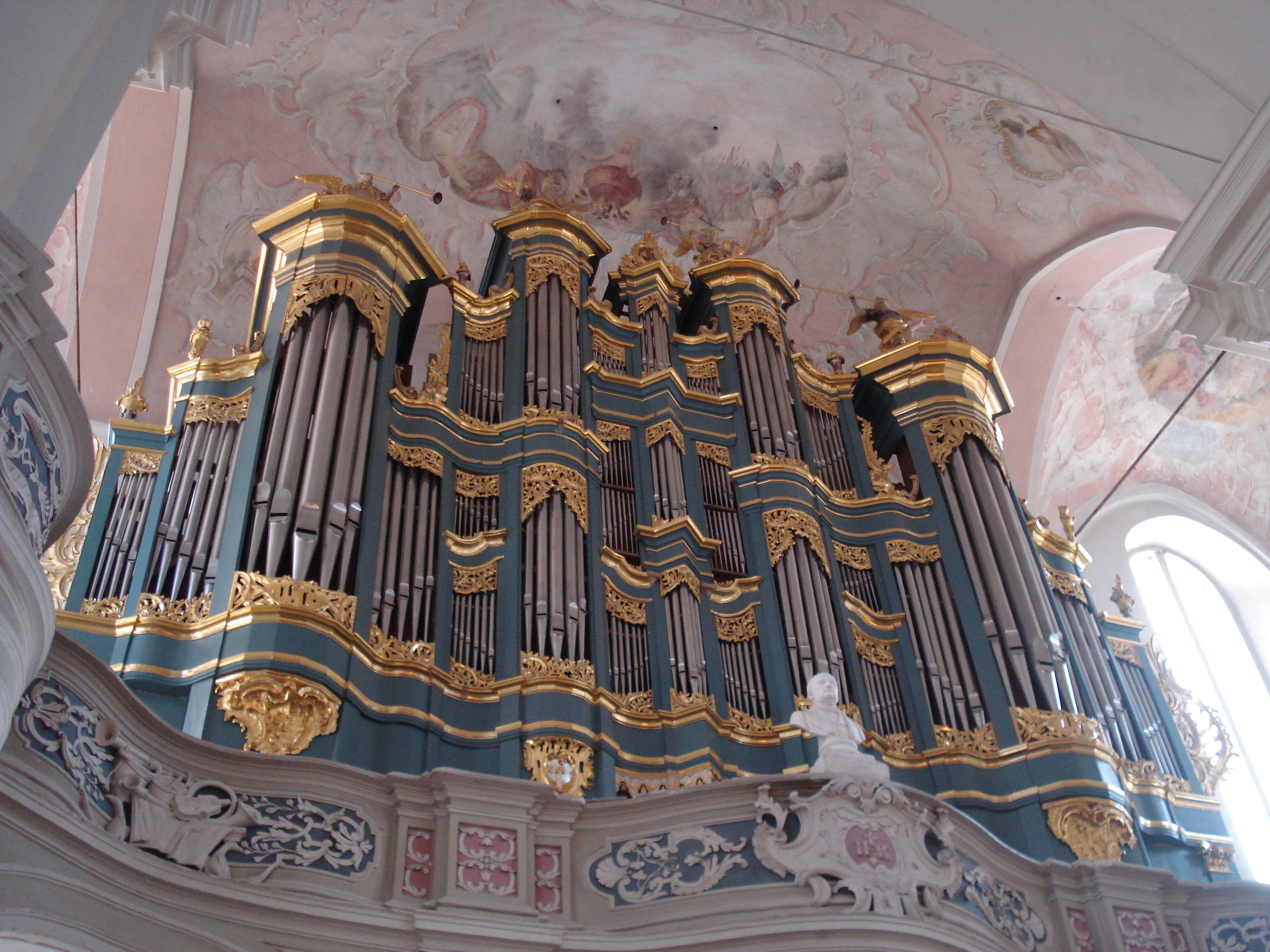
Бюст на органных хорах (костёл Святых Иоаннов)

Музыке Станислав Монюшко учился у матери. Позднее, обучаясь в школе пиаров в Варшаве, Монюшко брал уроки у Августа Фрейера (фортепиано, орган; 1827—1830). Затем музыкальное образование было усовершенствовано у Доминика Стефановича (композиция) в Минске (1830—1837) и у Карла Фридриха Рунгенхагена (композиция, хоровое дирижирование) в Берлине (1837—1840).
В Вильну приехал впервые в 1836 году. В 1840 году, завершив образование, женился в Вильне на Александре Мюллер. До 1858 года жил в Вильне. Служил органистом в костёле Святых Иоаннов. Его годовое жалованье составляло 100 рублей серебром. Кроме того, Монюшко давал уроки фортепиано и композиции (среди его учеников был и будущий известный композитор Цезарь Кюи).
В 1842 году побывал в Санкт-Петербурге, предприняв неудавшуюся попытку получить место придворного композитора в оперном театре. В 1849 и 1856 годах давал в Санкт-Петербурге авторские концерты. Был знаком с русскими композиторами А. С. Даргомыжским, А. Н. Серовым, М. П. Мусоргским которые высоко ценили его творчество. С 1850 года Монюшко дирижировал в виленском городском театре на оперных спектаклях.
С 1858 года жил в Варшаве, был дирижёром Большого театра в Варшаве, в 1864—1872 годах профессор Музыкального института. В 1858 году во время поездки в Германию познакомился с Ференцем Листом.

## Память
В Минске на здании гимназии, в которой учился Станислав Монюшко, установлена памятная табличка, в Вильнюсе на улице Немецкой (Вокечю, Vokiečių) на доме Мюллера, в котором жил композитор, установлена памятная табличка. В сквере у костёла Святой Екатерины в Вильне в 1922 году был установлен памятник композитору (бюст скульптора Болеслава Балзукевича на постаменте, оставшемся от памятника Александру Пушкину после эвакуации бюста русского поэта из Вильны в 1915 году).
В честь Монюшко названы улицы во многих городах Польши, а также в Минске, Гродно, Вильнюсе, Кривом Роге, Харькове, Волгограде.
Единственный в мире музей композитора (открыт в 1979 году и с тех пор экспозиция мало изменилась, имеется стенд «Места Монюшко сегодня» с чёрно-белыми фотографиями середины 1970-х) в школе посёлка Озёрного (отдел образования Червенского райисполкома).
1966 год — советские культурологи и историки по довоенным картам отыскали в лесу опушку, на которой когда-то стояла усадьба Монюшко (поместье Убель композитора было неподалёку от поселка Озёрного).
1966 год — установка памятной стелы (рядом с тополем, который в 1871 году посадил композитор незадолго до смерти).
1967 — начало строительства санатория — оздоровительного центра «Волма». Служит единственным ориентиром, по которому можно сейчас отыскать стелу и тополь.
3 сентября 2016 года в День города Минска был открыт памятник создателям белорусской национальной классической оперы композитору Станиславу Монюшко и драматургу Винценту Дунину-Марцинкевичу. Памятник установлен в сквере у ратуши на пл. Свободы.
В 2019 году Национальным банком Республики Беларусь выпущены в обращение памятны монеты "Станіслаў Манюшка. 200 год" ("Станислав Монюшко. 200 лет").
Решением Минского городского Совета депутатов от 24 декабря 2020 года одной из улиц Минска было присвоено имя композитора Станислава Монюшко.

.

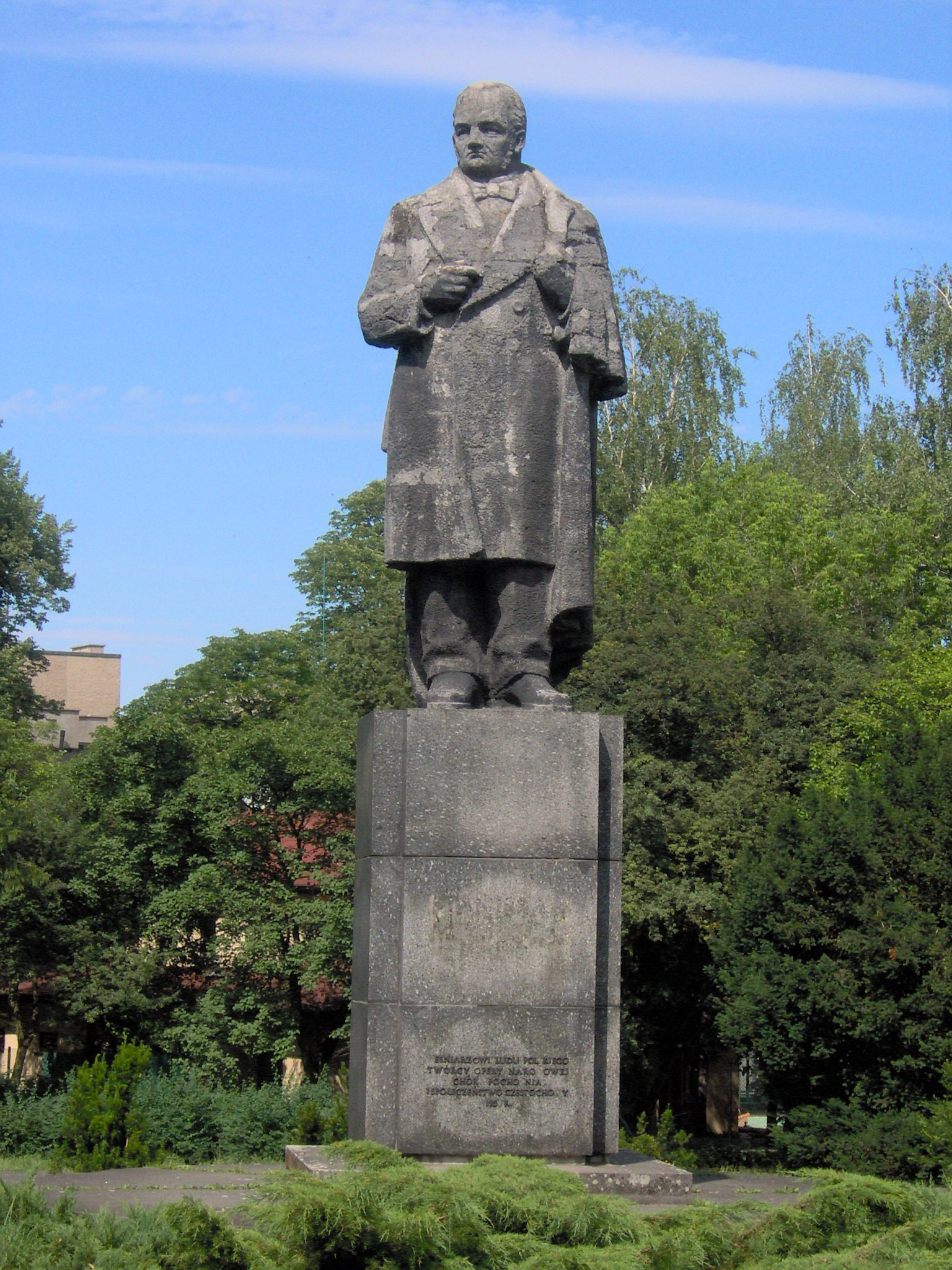
Памятник в Ченстохове
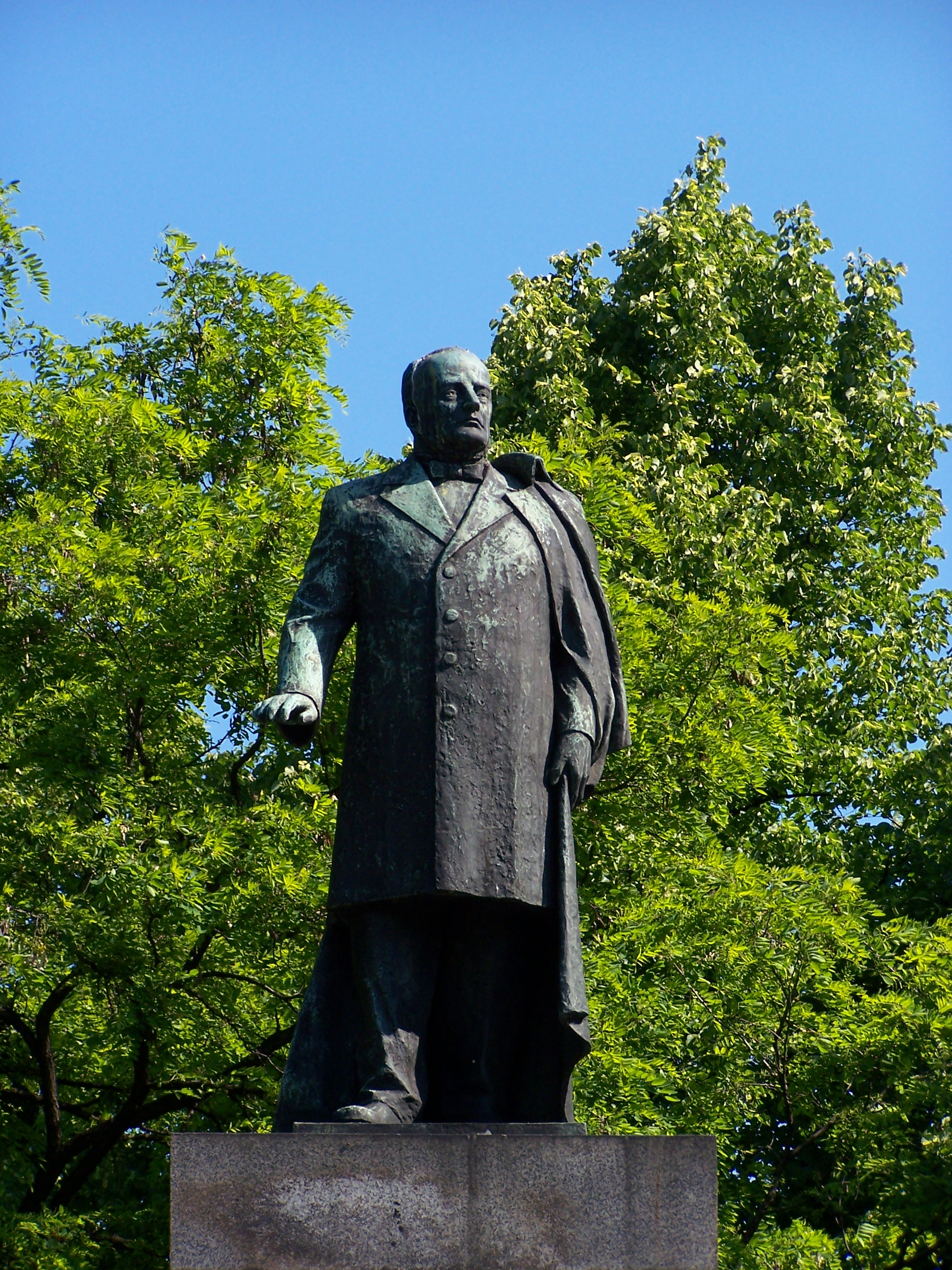
Памятник Станиславу Монюшко (Катовице)
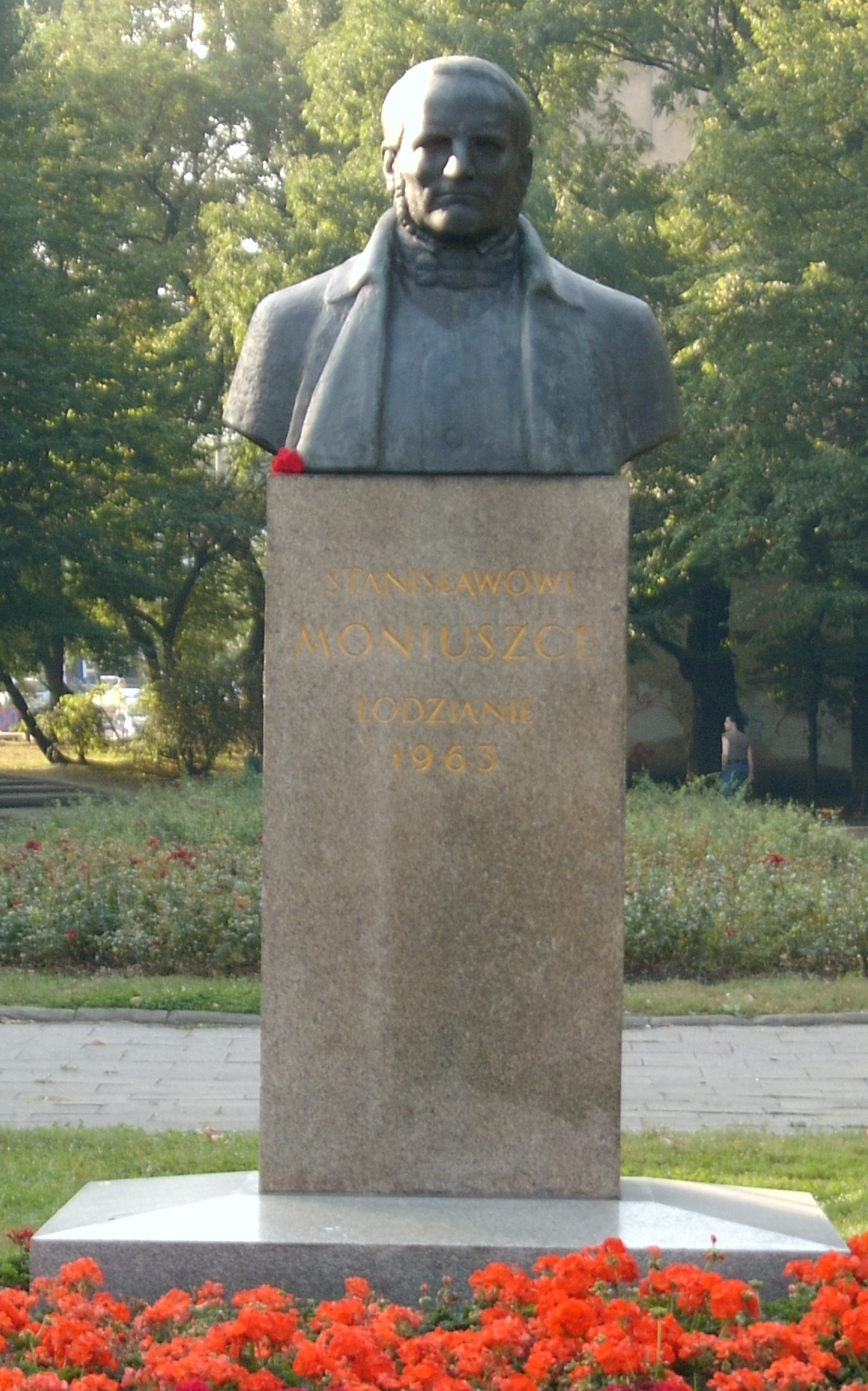
Памятник в Лодзи
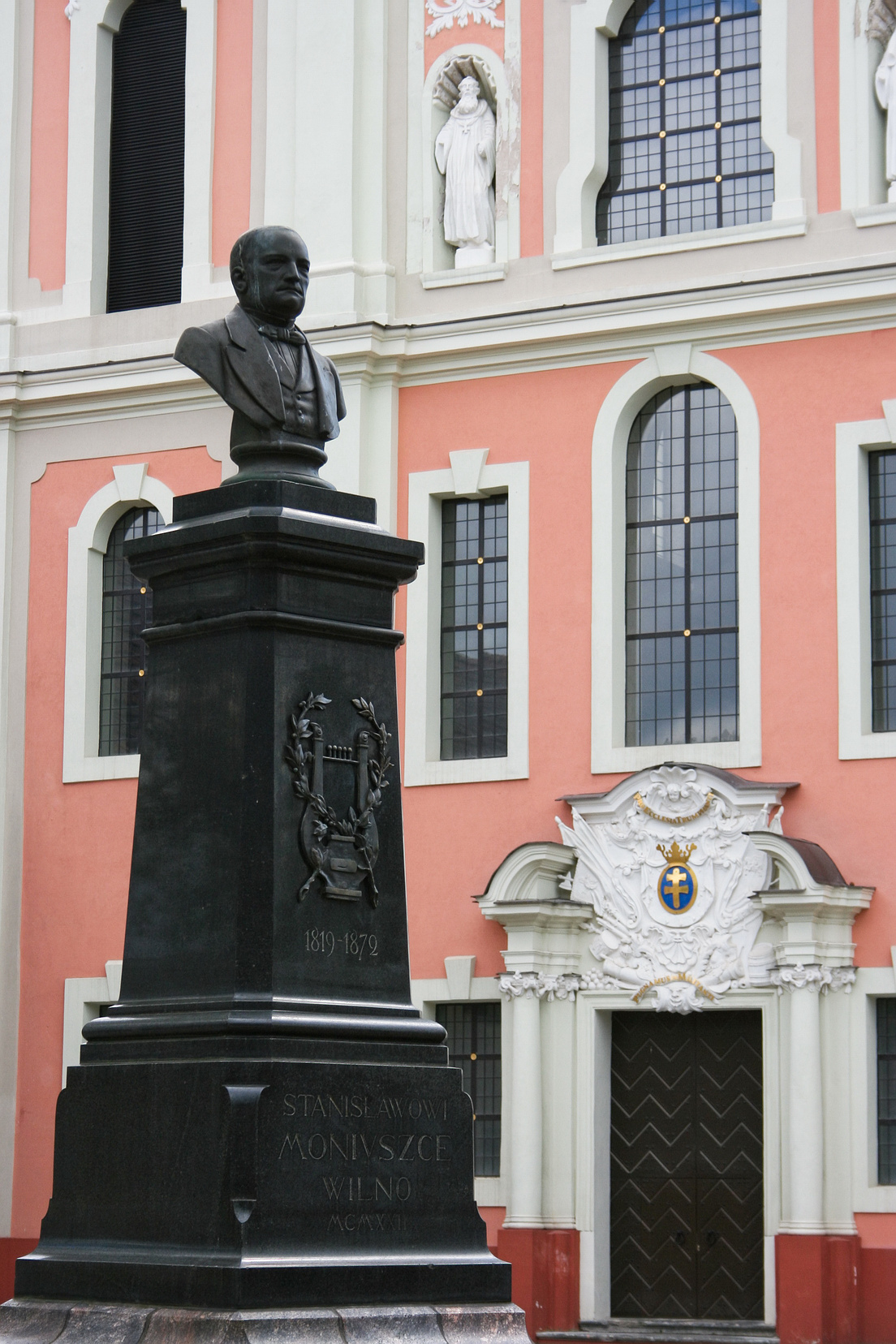
Памятник в Вильнюсе
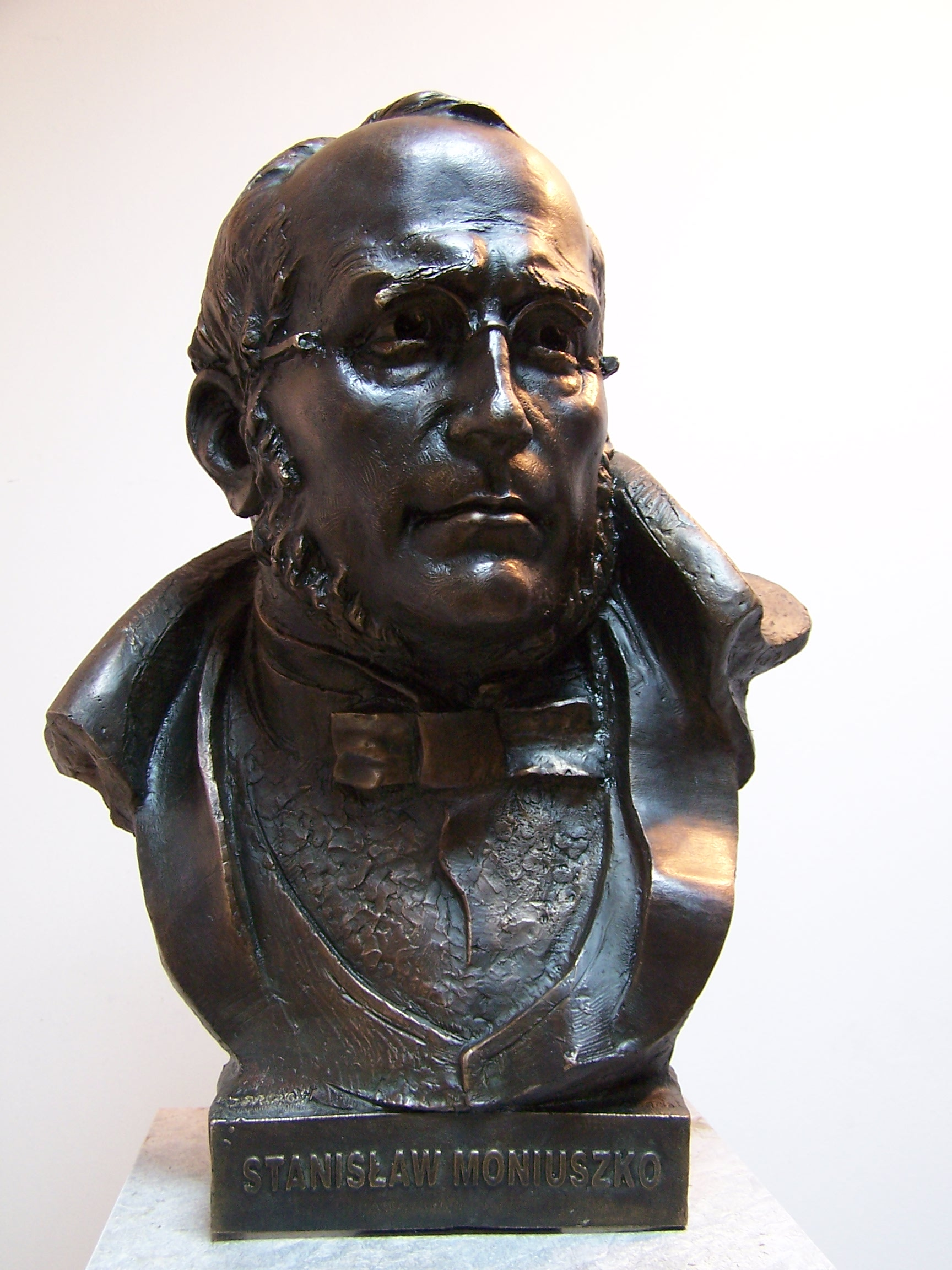
Бюст Станислава Монюшко, скульптор Геннадий Ершов. 2007 г. Музыкальная академия в Гданьске
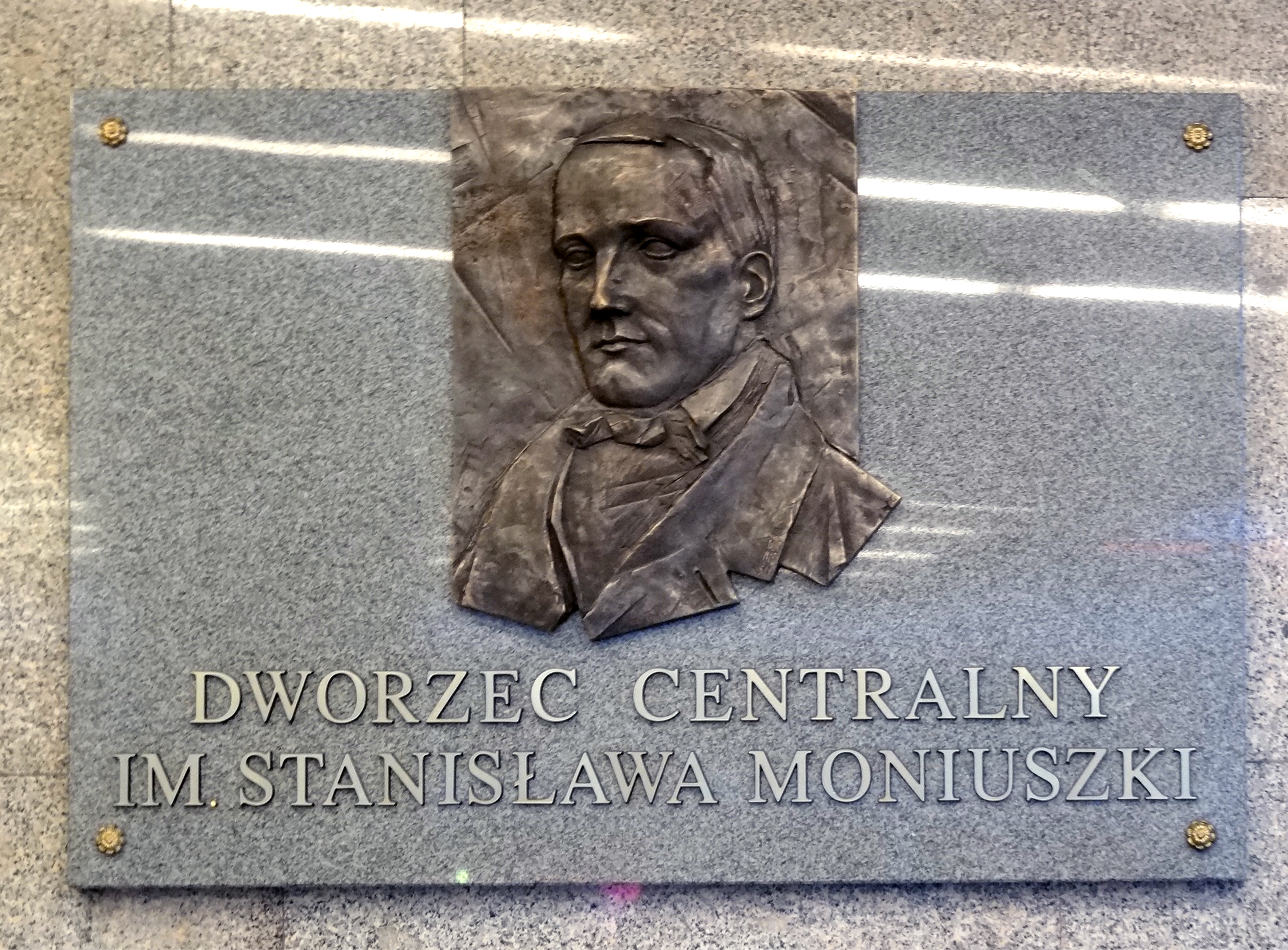
В честь композитора назван Центральный железнодорожный вокзал Варшавы

## Творчество
Первое изданное сочинение «Три песни» на слова Адама Мицкевича (1838). С 1842 года сочинял песни (всего около 400), издаваемые сборниками «Домашние песенники» (сборник 1—6, 1844—1859; посмертно сборники 7—12 издал белорусский фольклорист, музыковед и филолог Ян Карлович, отец известного композитора Мечислава Карловича). Песни Монюшко заложили основы польской национальной вокальной музыки.
В ранний период творчества писал водевили, музыкальные комедии, комические оперы. Автор оркестровых сочинений (фантастическая увертюра «Сказка», посвященная Даргомыжскому, 1848; увертюры «Каин», 1856; «Военная», 1857, и другие).
Главная заслуга — создание национальной польской оперы (написал свыше 15 опер). Первая опера — «Галька». Впервые в концертном исполнении в Вильне (1848); постановка (1854). В новой редакции в 4 актах поставлена в Варшаве (1858). Отрывки из оперы расходились как отдельные произведения: "Ария".
Либретто оперетт «Рекрутский набор» (1841 или 1842), «Борьба музыкантов» (1840-е годы), опер «Чудесная вода» (1840-е годы), пастиша «Селянка» (1846), в которых использована музыка Монюшко, написал В. И. Дунин-Марцинкевич. Премьера «Селянки» состоялась в Минском городском театре в феврале 1852 года.
Монюшко писал также музыку к постановкам пьес «Гамлет» и «Венецианский купец» Уильяма Шекспира, «Разбойники» Фридриха Шиллера, «Карпатские горцы» Юзефа Коженёвского, «Лилля Венеда» Юлиуша Словацкого.

## Сочинения

### Кантаты
- «Мильда» (Milda, 1848, слова Ю. И. Крашевского)
- «Ниола» (Nijoła, 1852, слова Ю. И. Крашевского)
- «Крумине» (1852, слова Ю. И. Крашевского)
- «Призраки» (Widma, 1859, слова А. Мицкевича)
- «Крымские сонеты» (Sonety krymskie, 1867, слова А. Мицкевича)

### Духовная музыка
- «Остробрамские литании» (Litanie Ostrobramskie)
- 6 месс, в том числе «Петровинская»

### Оперы
- «Галька» (Halka, I версия 1848; II версия 1858)
- Bettly (1852)
- «Плотогон» Flis (1858)
- «Графиня» (Hrabina, 1860)
- «Слово чести» (Verbum Nobile, 1861)
- «Зачарованный замок» («Страшный двор», Straszny dwór, 1865)
- «Пария» (Paria, 1869)

### Оперетты
- «Ночь в Апеннинах» (Nocleg w Apeninach, либретто А. Фредро; 1839)
- Ideał czyli Nowa Precyzja (1841)
- Karmaniol czyli Francuzi lubią żartować (1841)
- Żółta szlafmyca (1842)
- Nowy Don Kiszot czyli Sto szaleństw (1849)
- Loteria (1843)
- «Цыгане» Cyganie (I версия 1852; II версия под названием Jawnuta 1858)

### Балеты
- Monte Christo (1866)
- Na kwaterunku (1868)
- Figle szatana (1870)